# Carlos Compagnucci
Carlos Compagnucci (Monte Buey, Córdoba, 6 de agosto de 1968) es un exfutbolista y director técnico argentino. Actualmente forma parte del equipo técnico del Club Atlético Lanús como ayudante de campo. Formó parte del cuerpo técnico de Mauricio Pellegrino y el 28 de febrero de 2023 dejó de ser entrenador de Club Universitario de Deportes, después de perder tres partidos consecutivos. Es padre del futbolista Lucio Compagnucci actual jugador de Mitre de Santiago del Estero y del futbolista Guido Compagnucci, actual jugador de Tucsito FC.

## Trayectoria

### Como futbolista
Carlos Compagnucci fue formado en el Club Atlético Vélez Sarsfield, donde jugó como mediocampista durante trece años, en dos etapas, obteniendo cuatro títulos de Primera División y cinco copas internacionales, entre las cuales se destacan la Copa Libertadores 1994, la Copa Intercontinental 1994 y la Supercopa Sudamericana 1996. También vistió la camiseta de Deportivo Morón entre 1989 y 1991, siendo parte del plantel que llevó al "Gallito" a ser campeón de la Primera B Metropolitana en 1990, logrando así, su ascenso a la Primera B Nacional.

### Como entrenador
Luego de su retiro como futbolista en el año 1999, se formó como entrenador y se desempeñó como tal en el equipo de reserva de Vélez Sarsfield. En 2001, tras la renuncia de Óscar Tabárez, debutó como entrenador a cargo del primer equipo del Fortín en el Torneo Clausura.
Tras la experiencia en el club de Liniers, transitó por diversos clubes como Instituto,Club Universitario de Deportes, y Guaraní (Paraguay), hasta que finalmente arribó a tierras chilenas, donde se desempeñó como ayudante técnico de Omar Labruna en el Club Social y Deportivo Colo-Colo, y, a partir del 13 de marzo de 2013, como entrenador interino del equipo tras el despido de Labruna. En el 2022 vuelve al Club Universitario de Deportes como entrenador del primer equipo. En 2023, tras malos resultados en el inicio del campeonato, fue destituido del club.

## Clubes

### Como futbolista
| Club            | País      | Año         |
| --------------- | --------- | ----------- |
| Vélez Sarsfield | Argentina | 1986 - 1989 |
| Deportivo Morón | Argentina | 1989 - 1991 |
| Vélez Sarsfield | Argentina | 1991 - 1999 |

### Como entrenador
| Club                 | País      | Año         |
| -------------------- | --------- | ----------- |
| Vélez Sarsfield      | Argentina | 2001        |
| Instituto de Córdoba | Argentina | 2002        |
| Universitario        | Perú      | 2005        |
| Guaraní              | Paraguay  | 2011        |
| Universitario        | Perú      | 2022 - 2023 |
| Alianza Atlético     | Perú      | 2023        |

### Como asistente técnico
| Club                         | País       | Año         |
| ---------------------------- | ---------- | ----------- |
| Boca Juniors (Asistente)     | Argentina  | 2003 - 2004 |
| Vélez Sarsfield (Asistente)  | Argentina  | 2008        |
| Colo-Colo (Asistente)        | Chile      | 2009 - 2010 |
| Quilmes (Asistente)          | Argentina  | 2010        |
| Audax Italiano (Asistente)   | Chile      | 2011 - 2012 |
| Valencia C.F. (Asistente)    | España     | 2012        |
| Estudiantes LP (Asistente)   | Argentina  | 2013 - 2015 |
| Independiente (Asistente)    | Argentina  | 2015 - 2016 |
| Deportivo Alavés (Asistente) | España     | 2016 - 2017 |
| Southampton (Asistente)      | Inglaterra | 2017 - 2018 |
| C. D. Leganés (Asistente)    | España     | 2018 - 2019 |
| Vélez Sarsfield (Asistente)  | Argentina  | 2020 - 2022 |

## Palmarés

### Como futbolista

#### Campeonatos nacionales
| Título           | Club            | País      | Año     |
| ---------------- | --------------- | --------- | ------- |
| Primera B        | Deportivo Morón | Argentina | 1989-90 |
| Primera División | Vélez Sarsfield | Argentina | C-1993  |
| Primera División | Vélez Sarsfield | Argentina | A-1995  |
| Primera División | Vélez Sarsfield | Argentina | C-1996  |
| Primera División | Vélez Sarsfield | Argentina | C-1998  |

#### Copas internacionales
| Título                 | Club            | País      | Año  |
| ---------------------- | --------------- | --------- | ---- |
| Copa Libertadores      | Vélez Sarsfield | Argentina | 1994 |
| Copa Intercontinental  | Vélez Sarsfield | Argentina | 1994 |
| Copa Interamericana    | Vélez Sarsfield | Argentina | 1996 |
| Supercopa Sudamericana | Vélez Sarsfield | Argentina | 1996 |
| Recopa Sudamericana    | Vélez Sarsfield | Argentina | 1997 |